# 姚顺甫
姚顺甫（1904年—1973年），浙江绍兴人，中华人民共和国政治人物。
担任民建杭州市、杭州丝织业同业公会负责人，浙江第一丝织联营公司筹建者之一。1954年，当选第一届全国人民代表大会代表。